# Mad
 For alternative betydninger, se Mad (flertydig). (Se også artikler, som begynder med Mad)
Mad er en essentiel energikilde for mennesker, som foder er for dyr. Synonymer for mad er fødevarer, proviant og fetalje. Levnedsmidler er produkter, der bruges som føde for mennesker.
Mennesker og dyr optager primært planter og kød. Dyr som udelukkende æder planter, kaldes for planteædere, medens mennesker, der kun spiser planter, frugt og grøntsager kaldes for veganere. Selv om mange kulturer skaffede mad ved jagt og samling, skaffer de fleste samfund i dag mad ved hjælp af landbrug og fiskeri. Mad kommer ofte fra planter, dyr eller andre kategorier som svampe eller gærede produkter som alkohol. Vand er også en meget vigtig del af kosten.
De fleste lande har en nationalret.